# L・タッド・バッジ
L・タッド・バッジ（L. Todd Budge、1959年12月29日 - ）は、 元東京スター銀行頭取、会長。

## 人物
外国人として、また40代という若さで最年少の国内銀行頭取となる。就任後は、わずか3年で同行の東証一部上場を実現した。

## 略歴
アメリカ・カリフォルニア州に生まれる。1979年- 末日生徒イエスキリスト教会の布教のため来日。
1984年- ブリガムヤング大学卒業。大学では経営学・日本語を専攻。
1985年- ベイン・アンド・カンパニー日本法人に入社。1987年- シティバンク、エヌ・エイ東京支店に転職。1995年- 米国GEキャピタルに転職。1999年- GEキャピタル日本法人のCEOに就任。2002年- 東京スター銀行CEOに就任。
2008年- 米国での家庭の事情を理由に、代表執行役頭取を退任し、取締役会長に就く。2011年- 取締役会長を退任。

## 著書
- 「やればできる You can do it 日本初・外国人頭取の銀行改革」（2004年 徳間書店） ISBN 978-4-19-861837-7
- 「仕事も人生も4つのボールでうまくいく」（2006年 ダイヤモンド社） ISBN 978-4-478-73328-8